# Ferd'nand paa Fisketur
Ferd'nand paa Fisketur er en dansk animationsfilm fra 1944, der er instrueret af Henning Dahl-Mikkelsen efter manuskript af Anker Roepstorff.

## Handling
Denne artikel mangler et handlingsreferat. Hjælp os med at skrive det.